# Joseph Frantz

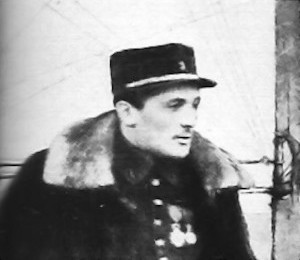
Joseph Frantz.

Joseph Frantz (07 de agosto de 1890 Beaujeu, Ródano, França — 12 de setembro de 1979 (89 anos) 7.º arrondissement de Paris, França), foi um aviador francês na Primeira Guerra Mundial famoso por ter participado do primeiro combate aéreo bem-sucedido da história.

## Biografia

### Início de carreira
Joseph Frantz aprendeu a voar em 1910 e obteve sua licença de piloto em 3 de fevereiro de 1911, em Mourmelon. Contratado por Robert Savary, um fabricante de biplanos, ele começou sua carreira como piloto de testes pouco antes da Grande Guerra. Ele participou de várias competições e eventos, competição militar em 1911, a copa Pommerynote em 1912 e outras proezas acumuladas. Ainda em 1911, estabeleceu o primeiro recorde mundial de "endurance" com 2 passageiros, passou entre as duas torres da catedral de Chartres. Ele se torna o piloto chefe do Savary.
No final de 1912, foi convocado para o serviço militar, no 151º regimento de infantaria em Verdun, Mudou-se para o Génienote 3. Continuou a voar em Chartres durante a licença. Em 13 de setembro de 1913, participou de importantes manobras aeronáuticas em Toulouse a bordo de um avião Breguet. Em 1913, ele estabeleceu o recorde de altitude com 3 passageiros.

### Primeira Guerra Mundial
Em 1914, foi designado para o esquadrão de reconhecimento aéreo V 24 (como Dieudonné Costes, outro futuro aviador famoso), baseado em setembro no solo de Lhéry (Marne). Nomeado sargento em 6 de agosto de 1914, ele se destacou em 5 de outubro de 1914 ao conquistar a primeira vitória aérea da história da aviação mundial, com seu mecânico e artilheiro Louis Quenault, acima do ponto de junção das cidades de Jonchery-on-Vesle , de Prouilly e de Muizon, em um lugar chamado La Tuilerie em Muizon 49° 16′ 29″ N, 3° 53′ 30″ L, alguns quilômetros a sudoeste de Reims. Frantz pilota seu biplano Voisin III Salmson, enquanto Quénault atira com sua metralhadora Hotchkiss, atingindo um Aviatik B.I alemão com 47 dispros. A tripulação consistia no sargento Wilhelm Schlichting, piloto, e no segundo-tenente Fritz von Zangen, observador aéreo. Ao contrário de uma lenda segundo a qual a imprensa da época teria ocultado, por sua sonoridade germânica, o nome do vencedor, Le Temps et le Figaro, por exemplo, o noticiava fielmente a partir de 8 de outubro.
No ano seguinte, ainda em um avião Voisin, Frantz abateu um segundo avião.
Ele então colocou suas qualidades como engenheiro e piloto de teste a serviço da empresa Voisin e desenvolveu doze protótipos de aeronaves, incluindo o biplano Voisin de quatro motores com uma envergadura de 37 metros.

## Empreendedor
Em 1920, ele criou uma empresa de reparos de motores de aeronaves em Boulogne-Billancourt. Esta oficina evoluiu em 1924 para o tratamento de superfícies de metais.

## Segunda Guerra Mundial
Mobilizado novamente em 1939, ele comandou um grupo de transporte baseado em Bordeaux. Em 1940, ele suspendeu seus negócios para não ser obrigado a participar do esforço de guerra alemão na França ocupada. Depois da libertação, a atividade foi retomada e, no início da década de 1960, seus dois filhos desenvolveram sob sua direção um segundo local próximo às fábricas da Renault em Boulogne-Billancourt.

## Associações
Foi o presidente fundador da associação "Vieilles Tiges" e criou a revista Pionniers, a revista aeronáutica trimestral dos "Vieilles Tiges", cujo primeiro número foi lançado em 15 de julho de 1964.

## Legado
Joseph Frantz pilotou até os oitenta anos. Morreu em Paris em 12 de setembro de 1979 aos oitenta e nove anos. Seu funeral aconteceu na catedral de Saint-Louis-des-Invalides, e está enterrado no cemitério de Montparnasse.

## Condecorações
- Ordre National de la Légion d'Honneur
- Médaille Militaire
- Croix de Guerre
- Médaille de l'Aéronautique

## Homenagens
- A cidade de Beaujeu teve uma placa comemorativa colocada em seu local de nascimento na rue de la République 99 em 25 de outubro de 1980.
- A Place Joseph Frantz existe em Boulogne-Billancourt, onde Frantz obteve sua própria licença de piloto.
- Uma placa comemorativa que retrata a história do combate aéreo, bem como os bustos de Frantz e Quenault, está em exibição no lavatório próximo à estação Jonchery-sur-Vesle.
- A biblioteca de mídia Jonchery-sur-Vesle é chamada de biblioteca de mídia Frantz e Quenault em homenagem aos dois aviadores.